# Csaba Fenyvesi
Csaba Fenyvesi (n. 14 aprilie 1943, Budapesta, Regatul Ungariei – d. 3 noiembrie 2015, Budapesta, Ungaria) a fost un scrimer ungur specializat pe spadă, laureat cu trei medalii olimpice de aur la Jocurile Olimpice de vară din 1968 și la cele din 1972. A fost și de trei ori campion mondial pe echipe.
Din 1986 până în 1993 a fost șeful secției de scrimă la Vasutas Sport Club din Budapesta. Din 1989 până în 1993 a făcut parte din Comitetul executiv al Federației Maghiare de Scrimă.
Absolvent al Universității de Medicină din Budapesta în 1968, a început o carieră medicală la Spitalul MÁV. În 1974 a devenit chirurg oncolog. A fost cercetător invitat la Institutul Oncologic din Virginia (SUA).

## Legături externe
- hu  Prezentare la Comitetul Olimpic Maghiar
- en Csaba Fenyvesi la Olympedia.org